# Karl Pütz
Karl Pütz, född 7 februari 1911 i Aachen, död 6 maj 1945 i Sankt Märgen, var en tysk promoverad jurist och SS-Obersturmbannführer. Han beordrade massakrer på tusentals judar i Rowno (Rivne) och Mizocz (Mizotj).

## Biografi
Pütz promoverades 1934 till juris doktor och verkade efter det inom Gestapo i Aachen, bland annat som rådgivare åt Gestapochefen Hans Nockemann.
Under andra världskriget innehade Pütz flera höga poster i det av Tyskland ockuperade Ukraina. Han var 1941–1942 stadskommendant i Sdolbuniw och därefter, i tur och ordning, kommendör för Sicherheitspolizei (Sipo) och Sicherheitsdienst (SD) (Kommandeur der Sicherheitspolizei und des SD, KdS) i Rowno, i distriktet Lublin och i Posen. I juni 1942 beordrade han att 5 000 judar i Rowno skulle arkebuseras. I oktober samma år gav han order om att 1 700 judar från Mizotjs getto skulle skjutas. Under Aktion Erntefest 1943 ledde han massarkebuseringar i Majdanek.
I andra världskrigets slutfas begick Pütz självmord i Sankt Märgen i Schwarzwald.